# Leon Cort
Leon Terence Anthony Cort (Southwark, Inglaterra, 11 de septiembre de 1979), exfutbolista inglés, de origen guyanés. Jugaba de defensa y su último equipo fue el Charlton Athletic de la Football League One de Inglaterra. Es hermano del también futbolista de Guyana Carl Cort.

## Selección nacional
Jugó su primer partido para la selección de fútbol de Guyana el 7 de octubre de 2011 contra Barbados en Bridgetown, válido para las Eliminatorias al Mundial Brasil 2014. Dicho cotejo terminó 0-2 a favor de Guyana.
Anotó su primer gol internacional el 11 de noviembre de 2011, en el memorable triunfo por 2-1 contra Trinidad y Tobago. Cort marcó el segundo tanto a los 81', que aseguraba la histórica clasificación de Guyana a la tercera ronda de las eliminatorias de la CONCACAF.
Ha jugado 7 partidos internacionales y ha anotado 1 gol.

## Clubes
| Club                   | País       | Año         |
| ---------------------- | ---------- | ----------- |
| Dulwich Hamlet FC      | Inglaterra | 1997 - 1998 |
| Millwall FC            | Inglaterra | 1998 - 2000 |
| Forest Green Rovers FC | Inglaterra | 2000 - 2001 |
| Stevenage Borough FC   | Inglaterra | 2001        |
| Millwall FC            | Inglaterra | 2001        |
| Southend United        | Inglaterra | 2001 - 2004 |
| Hull City              | Inglaterra | 2004 - 2006 |
| Crystal Palace FC      | Inglaterra | 2006 - 2007 |
| Stoke City             | Inglaterra | 2007 - 2008 |
| Crystal Palace FC      | Inglaterra | 2008        |
| Stoke City             | Inglaterra | 2008 - 2010 |
| Burnley FC             | Inglaterra | 2010        |
| Preston North End      | Inglaterra | 2010 - 2011 |
| Charlton Athletic      | Inglaterra | 2011 - 2014 |